# Mollahəsənli (Daşkəsən)
Mollahəsənli è un comune dell'Azerbaigian situato nel distretto di Daşkəsən. Conta una popolazione di 499 abitanti.